# ۲۴۷ (قمری)
۲۴۷ (قمری)، دویست و چهل و هفتمین سال در گاهشماری هجری قمری است. اول محرم این سال برابر با بیست و یکم مارس سال ۸۶۱ میلادی است.

## رویدادها
- آغاز پادشاهی یعقوب لیث صفاری و تأسیس سلسله صفاری توسط وی.